# ريكي هوي
ريكي هوي (بالصينية: 許冠英) هو مغني وممثل صيني، ولد في 3 أغسطس 1946 في الصين، وتوفي في 8 نوفمبر 2011 بهونغ كونغ في الصين بسبب نوبة قلبية.

## وصلات خارجية
- ريكي هوي على موقع IMDb (الإنجليزية)
- ريكي هوي على موقع ميوزك برينز (الإنجليزية)
- ريكي هوي على موقع أول موفي (الإنجليزية)
- ريكي هوي على موقع قاعدة بيانات الأفلام السويدية (السويدية)
- ريكي هوي على موقع ديسكوغز (الإنجليزية)
- ريكي هوي على موقع قاعدة بيانات الفيلم (الإنجليزية)